# Championnat du Nigeria de football 1999
Navigation
Saison précédente Saison suivante
La saison 1999 du Championnat du Nigeria de football est la neuvième édition de la première division professionnelle à poule unique au Nigeria, la First Division League. Dix-huit clubs prennent part au championnat qui prend la forme d'une poule unique où toutes les équipes se rencontrent deux fois au cours de la saison. À la fin de cette première phase, les quatre premiers se disputent le titre au sein d'une poule finale. En fin de saison, les quatre derniers du classement sont relégués et remplacés par les quatre meilleurs clubs de Division II, la deuxième division nigériane.
Grande première dans la compétition puisque c'est un club promu de D2, Lobi Stars FC, qui remporte le championnat après avoir terminé en tête du classement final, à égalité de points mais une meilleure différence de buts que le club d'Iwuanyanwu Nationale et un point d'avance sur Plateau United. C'est le 1er titre de champion du Nigeria de l'histoire du club. 
Le tenant du titre, Shooting Stars FC, rate complètement sa saison et termine à l'avant-dernier place du classement; le club doit donc descendre en deuxième division.

## Clubs participants
| - Julius Berger FC - Shooting Stars FC - Plateau United - Enyimba FC - Kwara Stars FC - Promu de Division II - Kano Pillars - Enugu Rangers - Gombe United FC - Bendel Insurance | - Wikki Tourists FC - Promu de Division II - Eagle Cement - Iwuanyanwu Nationale - Jasper United - El-Kanemi Warriors - Kwara United FC - Katsina United - Lobi Stars FC - Promu de Division II - Gabros International - Promu de Division II |

## Compétition
Le barème de points servant à établir le classement se décompose ainsi :
- Victoire : 3 points
- Match nul : 1 point
- Défaite : 0 point

### Première phase
| Rang | Équipe                | Pts | J  | G  | N  | P  | Bp | Bc | Diff |
| ---- | --------------------- | --- | -- | -- | -- | -- | -- | -- | ---- |
| 1    | Iwuanyanwu Nationale  | 57  | 34 | 16 | 9  | 9  | 36 | 22 | +14  |
| 2    | Wikki Tourists FCP    | 56  | 34 | 18 | 2  | 14 | 39 | 29 | +10  |
| 3    | Plateau United        | 54  | 34 | 16 | 6  | 12 | 35 | 35 | 0    |
| 4    | Lobi Stars FCP        | 52  | 34 | 16 | 4  | 14 | 37 | 31 | +6   |
| 5    | Enugu Rangers         | 49  | 34 | 13 | 10 | 11 | 30 | 25 | +5   |
| 6    | Jasper United         | 49  | 34 | 15 | 4  | 15 | 31 | 31 | 0    |
| 7    | Julius Berger         | 48  | 34 | 13 | 9  | 12 | 40 | 33 | +7   |
| 8    | Kwara United FC       | 47  | 34 | 14 | 5  | 15 | 31 | 27 | +4   |
| 9    | Kwara Stars FCP       | 47  | 34 | 13 | 8  | 13 | 26 | 27 | -1   |
| 10   | Enyimba FC            | 47  | 34 | 13 | 8  | 13 | 38 | 40 | -2   |
| 11   | Gombe United FC       | 47  | 34 | 13 | 8  | 13 | 33 | 36 | -3   |
| 12   | Katsina United        | 46  | 34 | 12 | 10 | 12 | 32 | 37 | -5   |
| 13   | Bendel Insurance      | 45  | 34 | 12 | 9  | 13 | 31 | 34 | -3   |
| 14   | Gabros InternationalP | 45  | 34 | 13 | 6  | 15 | 29 | 34 | -5   |
| 15   | Eagle Cement          | 44  | 34 | 13 | 5  | 16 | 35 | 30 | +5   |
| 16   | El-Kanemi Warriors    | 44  | 34 | 12 | 18 | 14 | 24 | 35 | -11  |
| 17   | Shooting Stars FCT    | 43  | 34 | 12 | 7  | 15 | 28 | 37 | -9   |
| 18   | Kano Pillars          | 33  | 34 | 9  | 6  | 19 | 22 | 36 | -14  |

|  | Qualification pour la phase finale du championnat |
|  | Relégation en Division Two                        |
|  | T : Tenant du titre P : Promu de Division Two     |

### Seconde phase
| Rang | Équipe               | Pts | J | G | N | P | Bp | Bc | Diff |  | Résultats (▼ dom., ► ext.) | Lob | Iwu | Pla | Wik |
| ---- | -------------------- | --- | - | - | - | - | -- | -- | ---- |  | -------------------------- | --- | --- | --- | --- |
| 1    | Lobi Stars FCP       | 5   | 3 | 1 | 2 | 0 | 4  | 1  | +3   |  | Lobi Stars FCP             |     | 1-1 | 0-0 | 3-0 |
| 2    | Iwuanyanwu Nationale | 5   | 3 | 1 | 2 | 0 | 3  | 2  | +1   |  | Iwuanyanwu Nationale       |     |     | 1-0 | 1-1 |
| 3    | Plateau UnitedC      | 4   | 3 | 1 | 1 | 1 | 3  | 2  | +1   |  | Plateau UnitedC            |     |     |     | 3-1 |
| 4    | Wikki Tourists FCP   | 1   | 3 | 0 | 1 | 2 | 2  | 7  | -5   |  | Wikki Tourists FCP         |     |     |     |     |

|  | Qualification pour la Ligue des champions de la CAF 2000       |
|  | Qualification pour la Coupe des Coupes 2000                    |
|  | Qualification pour la Coupe de la CAF 2000                     |
|  | C : Vainqueur de la Coupe du Nigeria P : Promu de Division Two |

## Bilan de la saison
| Championnat du Nigeria de football 1999 |                           |
| Champion                                | Lobi Stars FC (1er titre) |
| Coupes et trophées                      |                           |
| Vainqueur de la Coupe du Nigeria 1999   | Plateau United            |
| Qualifications continentales            |                           |
| Ligue des champions de la CAF 2000      | Lobi Stars FC             |
| Coupe des Coupes 2000                   | Plateau United            |
| Coupe de la CAF 2000                    | Iwuanyanwu Nationale      |
| Promotions et relégations               |                           |
| Promus en First Division                | Udoji United FC           |
| Promus en First Division                | Jigawa Golden Stars       |
| Promus en First Division                | Sharks FC                 |
| Relégués en Division II                 | Eagle Cement              |
| Relégués en Division II                 | El-Kanemi Warriors        |
| Relégués en Division II                 | Shooting Stars FC         |
| Relégués en Division II                 | Kano Pillars              |